# St. Joseph (Zahna)

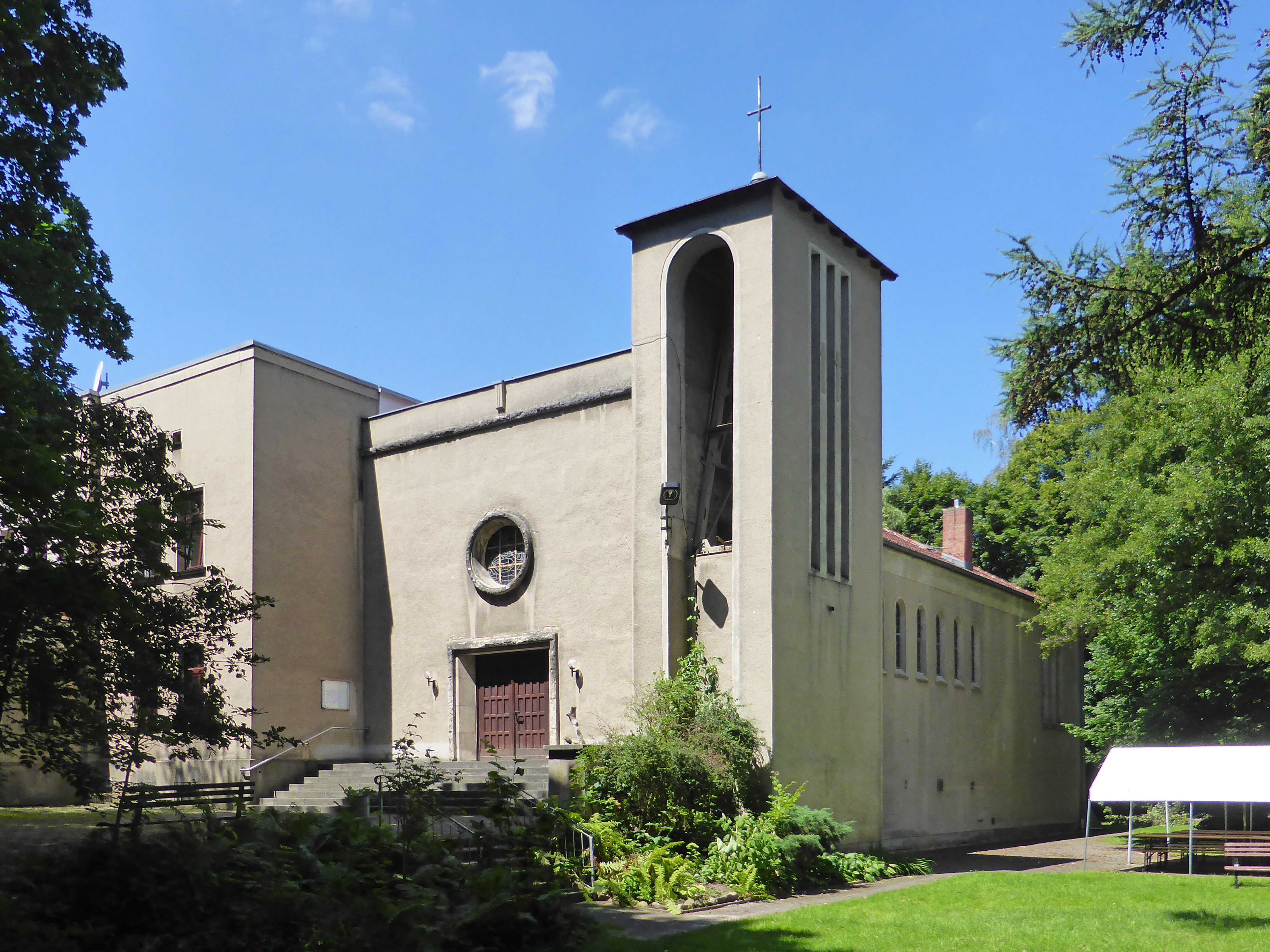
St. Joseph

St. Joseph, teilweise auch St. Josef geschrieben, ist die römisch-katholische Kirche in Zahna, einer Ortschaft der Stadt Zahna-Elster im Landkreis Wittenberg in Sachsen-Anhalt. Die nach dem Heiligen Josef von Nazaret benannte Kirche gehört zur Pfarrei St. Marien mit Sitz in der Lutherstadt Wittenberg im Bistum Magdeburg. Das Kirchengebäude steht als Baudenkmal unter der Erfassungsnummer 094 36096 unter Denkmalschutz.

## Geschichte
Durch die 1528 durchgeführte Reformation wurden die Bevölkerung und die Sankt-Marien-Kirche von Zahna, das damals zum Bistum Brandenburg gehörte, protestantisch.
Im Zuge der Industrialisierung ließen sich von 1890 an wieder Katholiken in Zahna nieder, sie gehörten zunächst zur Pfarrei Wittenberg. Am 9. April 1899 fand in Zahna im Speisesaal des Arbeiterwohnheimes die erste Heilige Messe nach der Reformation statt. In den folgenden Jahren wurden katholische Gottesdienste durch Geistliche aus Wittenberg in einer provisorischen Kirche gefeiert.
Am 14. Mai 1911 bekam Zahna einen ortsansässigen Priester, und in Zahna wurde eine Pfarrvikarie gegründet. Zunächst wurde eine Notkapelle an der Jüterboger Straße eingerichtet, die am 29. Oktober 1911 eingeweiht wurde. Am 9. August 1912 wurde das Grundstück Triftstraße 14 angekauft. In dem dort bereits vorhandenen Gebäude wurde im Erdgeschoss eine Kapelle eingerichtet, darüber die Wohnung des Vikars. 1930 folgte der Erwerb der Villa Görnemann an der Rahnsdorfer Straße, in der noch im gleichen Jahr eine Kapelle eingeweiht wurde.
Da durch die Flucht und Vertreibung Deutscher aus Mittel- und Osteuropa die Zahl der Katholiken in den 45 Ortschaften der Pfarrvikarie Zahna nach dem Zweiten Weltkrieg von rund 300 auf bis zu 4000 angewachsen war, wurde zum 1. November 1948 die Pfarrvikerie Zahna zur Filialkirchengemeinde der Pfarrei Wittenberg erhoben. 1955 wurden zehn Ortschaften der Pfarrvikarie Zahna der neugegründeten Kuratie Elster-Seyda zugeordnet. Auch die Kapelle in der Villa war nun zu klein geworden. 1954 übernahm Hermann Steinmetz (1923–1982) die Filialkirchengemeinde Zahna, unter seiner Leitung wurde der Kirchbau in Angriff genommen. Vom 1. August 1956 an wurde ein Nebengebäude der Villa zu einer Kirche umgebaut, in diesem Jahr erfolgte auch die Grundsteinlegung. Im Frühjahr 1957 nahm Weihbischof Friedrich Maria Rintelen die Kirchweihe vor. 1961 gehörten zur Filialkirchengemeinde Zahna noch 1600 Katholiken, Heilige Messen fanden damals in der Josephskirche sowie in neun weiteren Ortschaften der Filialkirchengemeinde Zahna statt. Am 1. Juni 1964 wurde die Filialkirchengemeinde Zahna zur Pfarrei erhoben.
Am 8. Juli 1994 wurde das Bistum Magdeburg gegründet, und die Zugehörigkeit von Zahna wechselte vom Erzbistum Paderborn zum Bistum Magdeburg. 2003 wurde die Kirche renoviert und der Altarraum vom Künstler Werner Nickel umgestaltet. Ambo und Tabernakel wurden dabei neu gestaltet. Am 22. März 2003 weihte Bischof Leo Nowak den neuen Altar.
Zum 15. Dezember 2007 wurde der Gemeindeverbund Lutherstadt Wittenberg – Lutherstadt Wittenberg-Piesteritz – Zahna – Annaburg – Kemberg – Elster errichtet. Damals gehörten zur Pfarrei Zahna nur noch rund 360 Katholiken. Infolge der Strukturreform des Bistums bilden seit dem 2. Mai 2010 die Pfarrgemeinden in Annaburg, Jessen, Bad Schmiedeberg, Elster, Kemberg, Piesteritz, Wittenberg und Zahna die gemeinsame Pfarrei St. Marien, Wittenberg, deren zentrale Pfarrkirche die Unbefleckte-Empfängnis-Kirche ist.

## Lage und Architektur
Die Kirche steht im Norden von Zahna, rund 100 Meter von der Bahnstrecke Berlin–Halle entfernt auf dem Grundstück Rahnsdorfer Straße 4. Das Gotteshaus entstand nach Entwürfen des Architekten Johannes Reuter aus Bitterfeld. Das Geläut besteht aus drei Kirchenglocken.